# Ronde van La Rioja
De Ronde van La Rioja (Vuelta a La Rioja) is tegenwoordig een eendaagse wielerwedstrijd en was een tot en met 2008 een meerdaagse wedstrijd. De wedstrijd wordt verreden in de Spaanse regio La Rioja. Hij werd voor het eerst georganiseerd in 1957. De wedstrijd werd oorspronkelijk in september verreden, maar de laatste jaren staat hij eind april/begin mei op de kalender.

## Lijst van winnaars

### Meervoudige winnaars
| Overwinningen | Renner             | Land      | Jaren            |
| ------------- | ------------------ | --------- | ---------------- |
| 3             | Carlos Echeverría  | Spanje    | 1962, 1963, 1970 |
| 3             | Jesús Manzaneque   | Spanje    | 1971, 1973, 1974 |
| 2             | José María Jiménez | Spanje    | 1994, 1997       |
| 2             | Michael Matthews   | Australië | 2014, 2016       |

### Overwinningen per land
| Overwinningen | Land                                   |
| ------------- | -------------------------------------- |
| 47            | Spanje                                 |
| 4             | Australië                              |
| 2             | Rusland                                |
| 1             | Colombia, Duitsland, Frankrijk, Italië |